# Zhang Juanjuan
Zhang Juanjuan (Chinês: 张娟娟, pinyin: Zhāng Juānjuān, 2 de janeiro 1981 em Qingdao, Shandong) é uma arqueira chinesa, campeã olímpica.

## Carreira
Zhang conquistou a medalha de ouro na prova inidvidual dos Jogos Olímpicos de Pequim em 2008.